# Varitentacula
Genre
Varitentacula est un genre de trachyméduses (hydrozoaires) de la famille des Halicreatidae.

## Liste d'espèces
Selon World Register of Marine Species (9 mars 2019) :
- Varitentacula yantaiensis He, 1980

## Publication originale
(en) He Zhen-wu, « A new genus and species of Trachymedusae from Yantai », Acta Zootaxonomica Sinica, vol. 5, no 4,‎ 1980, p. 327-329.